# Notopleura bahiensis
Notopleura bahiensis är en måreväxtart som beskrevs av Charlotte M. Taylor. Notopleura bahiensis ingår i släktet Notopleura och familjen måreväxter. Inga underarter finns listade i Catalogue of Life.